# Simone Deromedis
Simone Deromedis (* 2. April 2000 in Trient) ist ein italienischer Freestyle-Skier. Er startet in der Disziplin Skicross.

## Werdegang
Deromedis gab am 6. Dezember 2019 in Val Thorens sein Debüt im Weltcup. Knapp ein Jahr später fuhr er am gleichen Ort das erste Mal eine Top-20-Platzierung heraus. Wiederum ein Jahr später, im Dezember 2021, schaffte er als Dritter den Sprung auf das Podest, ebenfalls wieder in Val Thorens.
Im März 2021 holte Deromedis an den Juniorenweltmeisterschaften in Krasnojarsk jeweils im Einzelbewerb und mit dem italienischen Team die Silbermedaille. Er nahm an den Freestyle-Skiing-Weltmeisterschaften in 2019 und 2021 teil. An den Olympischen Winterspielen 2022 in Peking fuhr er auf den 5. Platz.
Bei den Freestyle-Skiing-Weltmeisterschaften 2023 im georgischen Bakuriani gewann Deromedis überraschend die Goldmedaille im Skicross.

## Erfolge

### Olympische Spiele
- Peking 2022: 5. Skicross

### Weltmeisterschaften
- Idre 2021: 31. Skicross
- Solitude 2019: 30. Skicross
- Bakuriani 2023: 1. Skicross

### Weltcupwertungen
| Saison  | Skicross | Skicross |
| Saison  | Platz    | Punkte   |
| ------- | -------- | -------- |
| 2020/21 | 29.      | 108      |
| 2021/22 | 11.      | 281      |
| 2022/23 | 18.      | 245      |
| 2023/24 | 7.       | 555      |